# Chiromantis inexpectatus
Chiromantis inexpectatus es una especie de anfibio anuro de la familia Rhacophoridae.

## Distribución geográfica
Esta especie es endémica de Sabah en el este de Malasia. Se encuentra a 1050 m sobre el nivel del mar. La localidad tipo es la Estación de campo de Camel Trophy (4 ° 54 ′ N, 116 ° 53 ′ E) del Área de Conservación de la Cuenca Maliau, División Sandakan, Sabah, Malasia Oriental. 

## Publicación original
- Matsui, Shimada & Sudin, 2014 : First record of the tree-frog genus Chiromantis from Borneo with the description of a new species (Amphibia: Rhacophoridae). Zoological Science, Tokyo, vol. 31, p. 45–51.[4]